# 黑叶小驳骨
黑叶小驳骨（学名：Justicia ventricosa）为爵床科洋爵床属的植物。分布于泰国、缅甸、越南以及中国大陆的云南、广东、广西、香港、海南等地，多生于近村的疏林下以及灌丛中，目前尚未由人工引种栽培。

## 别名
黑叶接骨草（海南植物志） 大驳骨（中国高等植物图鉴）

## 种下等级
- Adhatoda ventricosa (Wall.) Nees